# Vandalia, Ohio
Vandalia là một thành phố thuộc quận Montgomery, tiểu bang Ohio, Hoa Kỳ. Năm 2010, dân số của thành phố này là 15246 người.

## Dân số
- Dân số năm 2000: 14603 người.
- Dân số năm 2010: 15246 người.